# Cordula Keller
Cordula Keller (* 21. Juni 1968 in Frankfurt am Main) ist eine ehemalige deutsche Ruderin.

## Karriere
Die 1,84 Meter große Cordula Keller startete für den Frauen-RV Freiweg Frankfurt.
Bei den Juniorenweltmeisterschaften 1985 gewann sie mit dem deutschen Achter die Bronzemedaille, im Jahr darauf wurde sie mit dem Achter Zweite.
1987 siegten Bettina Kämpf und Cordula Keller beim Deutschen Meisterschaftsrudern im Zweier ohne Steuerfrau. Bei den Ruder-Weltmeisterschaften 1987 in Kopenhagen belegten die beiden den sechsten Platz. 1988 erreichten die beiden den dritten Platz beim Meisterschaftsrudern. Die Crews der beiden vor ihnen liegenden Boote traten bei den Olympischen Spielen in Seoul im deutschen Achter an. Kämpf und Keller ruderten im Zweier und belegten in Seoul den neunten Platz unter zehn teilnehmenden Booten.